# F 16 Museum
F 16 Flygmuseum eller Garnisonsmuseet på Ärna är ett militärhistoriskt museum beläget i norra delen av Uppsala. Museets lokaler ligger inne på Uppsala-Ärna flygplats, vilket är ett skyddsobjekt. Museet drivs av F 16 Kamratförening, som en ideell förening, vars syfte är att vidmakthålla och utveckla kamratskapet och bevara F 16 Uppsalas traditioner och minnen.